# 村社汐理
村社 汐理（むらこそ しおり、1996年6月12日 - ）は、埼玉県行田市出身の元女子サッカー選手。現役時代のポジションはディフェンダー。

## 来歴
浦和レッズ・レディースの下部組織出身（同期に清水栞、三浦紗津紀、柳澤紗希、清家貴子など）。
しかし浦和のトップチーム昇格はならず、高校卒業後は武蔵丘短期大学に進学。2017年にAC長野パルセイロ・レディースに入団。
リーグ戦で6試合に出場し、2018年にASエルフェン埼玉へ移籍。
2019年にFC十文字VENTUSに移籍。
2021年に新しく創設されるWEリーグの大宮アルディージャVENTUSに移籍した。2021-22シーズンは7試合に出場。2022-23シーズンは、前半戦は出場機会がなく、2022年3月24日のトレーニングで負傷し、右膝前十字靭帯損傷と診断され、全治約8か月の離脱となった。公式戦復帰を果たせないまま、2023年3月に現役を引退した。
現役引退後の同年5月5日、三菱重工浦和レッズレディースの育成コーチに就任。同時に浦和レッズハートフルクラブのコーチにもなる。

## 指導歴
- 2023年 -   浦和レッドダイヤモンズ
  - 2023年4月 - 2024年1月 三菱重工浦和レッズレディース育成コーチ
  - 2023年4月 - 2024年3月 浦和レッズハートフルクラブアシスタントコーチ
  - 2024年4月 -  浦和レッズハートフルクラブコーチ

## 個人成績
| 国内大会個人成績 | 国内大会個人成績 | 国内大会個人成績 | 国内大会個人成績 | 国内大会個人成績 | 国内大会個人成績 | 国内大会個人成績 | 国内大会個人成績  | 国内大会個人成績 | 国内大会個人成績 | 国内大会個人成績 | 国内大会個人成績 |
| 年度             | クラブ           | 背番号           | リーグ           | リーグ戦         | リーグ戦         | リーグ杯         | リーグ杯          | オープン杯       | オープン杯       | 期間通算         | 期間通算         |
| 年度             | クラブ           | 背番号           | リーグ           | 出場             | 得点             | 出場             | 得点              | 出場             | 得点             | 出場             | 得点             |
| 日本             | 日本             | 日本             | 日本             | リーグ戦         | リーグ戦         | リーグ杯         | リーグ杯          | 皇后杯           | 皇后杯           | 期間通算         | 期間通算         |
| ---------------- | ---------------- | ---------------- | ---------------- | ---------------- | ---------------- | ---------------- | ----------------- | ---------------- | ---------------- | ---------------- | ---------------- |
| 2021-22          | 大宮V            | 19               | WE               | 7                | 0                | -                | -                 |                  |                  |                  |                  |
| 2022-23          | 大宮V            | 19               | WE               | 0                | 0                | 0                | 0                 |                  |                  |                  |                  |
| 通算             | 日本             | 日本             | WE               | 7                | 0                | 0                | 0\|\|\|\|\|\|\|\| |                  |                  |                  |                  |
| 総通算           | 総通算           | 総通算           | 総通算           | 7                | 0                | 0                | 0\|\|\|\|\|\|\|\| |                  |                  |                  |                  |